# Jakub Mądrzyk
Jakub Mądrzyk (ur. 4 grudnia 2003 w Częstochowie) – polski piłkarz grający na pozycji bramkarza w klubie Raków Częstochowa.

## Kariera juniorska
Mądrzyk grał w juniorskich drużynach Rakowa Częstochowa od 7 roku życia do 2019, z przerwą w latach 2012–2014, kiedy to szkolił się w APN Częstochowa.

## Kariera seniorska

### Raków Częstochowa II
Mądrzyk grał w rezerwach Rakowa Częstochowa w latach 2019–2021.

### Raków Częstochowa
Mądrzyk został włączony do pierwszej drużyny Rakowa Częstochowa 18 lutego 2021.

### Stomil Olsztyn
Mądrzyk został wypożyczony do Stomilu Olsztyn 14 lipca 2022. Debiut dla nich zaliczył 17 lipca 2022 w zremisowanym 0:0 spotkaniu przeciwko Kotwicy Kołobrzeg, zachowując wtedy swoje pierwsze czyste konto. Łącznie dla tego klubu rozegrał on 36 meczów zachowując 15 czystych kont.

### Miedź Legnica
Mądrzyk trafił na wypożyczenie do Miedzi Legnica 3 lipca 2023. Zadebiutował dla nich 23 lipca 2023 w meczu z GKS Katowice (wyg. 1:0), zachowując wtedy też swoje pierwsze czyste konto. Ostatecznie w barwach tego zespołu wystąpił on 35 razy i zachował 10 czystych kont.

### Stal Mielec
Mądrzyka wypożyczono do Stali Mielec 28 czerwca 2024. Debiut dla nich zaliczył 19 sierpnia 2024 w wygranym 2:0 spotkaniu przeciwko Piastowi Gliwice, kiedy to zachował też swoje pierwsze czyste konto. 

## Kariera reprezentacyjna

### Polska U-20
Mądrzyk zagrał jeden mecz w reprezentacji Polski U-20. Było to spotkanie rozegrane 11 września 2023 przeciwko Niemcom.

### Polska U-21
Mądrzyk dwukrotnie wystąpił w kadrze Polski U-21. Miało to miejsce 1 czerwca i 11 listopada 2024 w meczach kolejno z Macedonią Północną (przeg. 1:2) i z Islandią (przeg. 1:2). 

## Statystyki

### Klubowe
(aktualne na dzień 9 lutego 2025)
| Klub               | Sezon              | Liga               | Liga  | Liga   | Puchar kraju | Puchar kraju | Suma  | Suma   |
| Klub               | Sezon              | Liga               | Mecze | Bramki | Mecze        | Bramki       | Mecze | Bramki |
| ------------------ | ------------------ | ------------------ | ----- | ------ | ------------ | ------------ | ----- | ------ |
| Raków Częstochowa  | 2021/22            | Ekstraklasa        | 0     | 0      | 0            | 0            | 0     | 0      |
| Raków Częstochowa  | Ogólnie            | Ogólnie            | 0     | 0      | 0            | 0            | 0     | 0      |
| Stomil Olsztyn     | 2022/23            | II liga            | 36    | 0      | 0            | 0            | 36    | 0      |
| Stomil Olsztyn     | Ogólnie            | Ogólnie            | 36    | 0      | 0            | 0            | 36    | 0      |
| Miedź Legnica      | 2023/24            | I liga             | 34    | 0      | 1            | 0            | 35    | 0      |
| Miedź Legnica      | Ogólnie            | Ogólnie            | 34    | 0      | 1            | 0            | 35    | 0      |
| Stal Mielec        | 2024/25            | Ekstraklasa        | 16    | 0      | 1            | 0            | 17    | 0      |
| Stal Mielec        | Ogólnie            | Ogólnie            | 16    | 0      | 1            | 0            | 17    | 0      |
| Ogólnie w karierze | Ogólnie w karierze | Ogólnie w karierze | 86    | 0      | 2            | 0            | 88    | 0      |

### Reprezentacyjne
(aktualne na dzień 9 lutego 2025)
| Reprezentacja      | Rok                | Mecze | Bramki |
| ------------------ | ------------------ | ----- | ------ |
| Polska U-20        | 2023               | 1     | 0      |
| Ogólnie            | Ogólnie            | 1     | 0      |
| Polska U-21        | 2024               | 2     | 0      |
| Ogólnie            | Ogólnie            | 2     | 0      |
| Ogólnie w karierze | Ogólnie w karierze | 3     | 0      |

| Mecze i gole w reprezentacji | Mecze i gole w reprezentacji | Mecze i gole w reprezentacji | Mecze i gole w reprezentacji | Mecze i gole w reprezentacji | Mecze i gole w reprezentacji | Mecze i gole w reprezentacji | Mecze i gole w reprezentacji    |
| Polska U-20                  | Polska U-20                  | Polska U-20                  | Polska U-20                  | Polska U-20                  | Polska U-20                  | Polska U-20                  | Polska U-20                     |
| Lp.                          | Data                         | Miejsce                      | Gospodarz                    | Gość                         | Wynik                        | Gol                          | Rozgrywki                       |
| ---------------------------- | ---------------------------- | ---------------------------- | ---------------------------- | ---------------------------- | ---------------------------- | ---------------------------- | ------------------------------- |
| 1.                           | 11.09.2023                   | Legnica                      | Polska U-20                  | Niemcy U-20                  | 1:1                          |                              | Turniej Ośmiu Narodów 2022/2023 |
| Polska U-21                  |                              |                              |                              |                              |                              |                              |                                 |
| Lp.                          | Data                         | Miejsce                      | Gospodarz                    | Gość                         | Wynik                        | Gol                          | Rozgrywki                       |
| 1.                           | 01.06.2024                   | Radom                        | Polska U-21                  | Macedonia Północna U-21      | 1:2                          |                              | Mecz towarzyski                 |
| 2.                           | 17.11.2024                   | San Pedro del Pinatar        | Polska U-21                  | Islandia U-21                | 1:2                          |                              | Mecz towarzyski                 |